# 2013年亞洲女子籃球錦標賽
2013年亞洲女子籃球錦標賽於10月27日至11月3日在泰國曼谷舉行。本屆賽事為2014年世界女子籃球錦標賽亞洲區資格賽。本賽事分為一、二兩級，第一級的最後兩名與第二級的最前兩名將比賽確定在2015年的錦標賽會在何級。

## 參賽隊伍
根據亞洲籃總規則,亞洲女子籃球錦標賽的參賽隊數為12隊。為了平衡比賽水準，分為第一級和第二級兩個等級。第一級有6支隊伍。
第一級的6支隊伍是根據2011年亞洲女子籃球錦標賽的比賽結果。
| 第一級                          | 第二級                                       |
| ------------------------------- | -------------------------------------------- |
| 中國 · 日本 · 中華臺北 · 印度 · | 马来西亚 · 印度尼西亞 · 泰國 · 菲律賓 · 香港 |

- 黎巴嫩因為協會停擺而未能參賽，改由上屆在資格賽落敗於黎巴嫩的哈薩克升上第一級遞補，先前未參賽的菲律賓則進入第二級。
- 除此之外，北韓也放棄了參賽權，最終決定讓遞補名單上第二順位的香港參賽。

## 預賽

### 第一級
| 隊伍     | 賽 | 勝 | 負 | 得  | 失  | 差   | 分 |           |
| -------- | -- | -- | -- | --- | --- | ---- | -- | --------- |
| 日本     | 5  | 5  | 0  | 384 | 282 | +102 | 10 |           |
| 中國     | 5  | 3  | 2  | 410 | 295 | +115 | 8  | 1–1; 1.15 |
|          | 5  | 3  | 2  | 402 | 329 | +73  | 8  | 1–1; 0.98 |
| 中華臺北 | 5  | 3  | 2  | 355 | 326 | +29  | 8  | 1–1; 0.88 |
| 印度     | 5  | 1  | 4  | 260 | 434 | −174 | 6  |           |
|          | 5  | 0  | 5  | 296 | 441 | −145 | 5  |           |

| 2013年10月27日 14:00 |

| 報告 |

|                                                            | 59–94 | 日本                                                       |
| 每節分數： 16–20、15–38、11–16、17–20                      |       |                                                            |
| 得分： Demidenko 20 篮板： Vinokurova 3 助攻： Protsenko 2 |       | 得分： 渡嘉敷來夢 15 篮板： 間宮佑圭 6 助攻： 吉田亞沙美 5 |

| 2013年10月27日 16:00 |

| 報告 |

| 中華臺北                                         | 85–57 | 印度                                                 |
| 每節分數： 27–10、24–20、17–10、17–17            |       |                                                      |
| 得分： 吳宜庭 18 篮板： 鄭慧芸 5 助攻： 黃凡珊 6 |       | 得分： Pauldurai 22 篮板： Jose 5 助攻： Pauldurai 3 |

| 2013年10月27日 20:00 |

| 報告 |

|                                                          | 72–70 | 中國                                               |
| 每節分數： 17–14、17–15、21–20、17–21                    |       |                                                    |
| 得分： Kim J-E. 19 篮板： Shin J-J. 9 助攻： Shin J-J. 4 |       | 得分： 露雯 24 篮板： 高頌, 露雯 4 助攻： 黄红玭 2 |

| 2013年10月28日 14:00 |

| 報告 |

| 印度                                            | 62–109 |                                                          |
| 每節分數： 16–29、9–29、20–21、17–30            |        |                                                          |
| 得分： Jose 17 篮板： Jose 8 助攻： Pauldurai 3 |        | 得分： Park J-E. 26 篮板： Lee S-A. 7 助攻： Lee S-A. 10 |

| 2013年10月28日 16:00 |

| 報告 |

|                                                                       | 62–103 | 中國                                               |
| 每節分數： 9–27、18–28、14–27、21–21                                  |        |                                                    |
| 得分： Alishauskaite 18 篮板： Sedova, Vinokurova 4 助攻： 六名球員 1 |        | 得分： 程鳳, 高頌 16 篮板： 孫夢然 5 助攻： 趙爽 8 |

| 2013年10月28日 20:00 |

| 報告 |

| 日本                                                         | 69–57 | 中華臺北                                                 |
| 每節分數： 22–13、20–11、16–13、11–20                        |       |                                                          |
| 得分： 宮元美智子 20 篮板： 渡嘉敷來夢 8 助攻： 吉田亞沙美 8 |       | 得分： 林紀妏 14 篮板： 蔡佩真 5 助攻： 蔡佩真, 鄭慧芸 3 |

| 2013年10月29日 14:00 |

| 報告 |

| 中國                                               | 97–36 | 印度                                                                  |
| 每節分數： 27–8、19–11、25–7、26–10                |       |                                                                       |
| 得分： 紀妍妍 16 篮板： 陳楠, 高頌 7 助攻： 陳楠 4 |       | 得分： Jose 11 篮板： Palanilkumkalayil Skaria 4 助攻： Jose, Sidhu 4 |

| 2013年10月29日 16:00 |

| 報告 |

| 中華臺北                                           | 87–57 |                                                                                |
| 每節分數： 15–14、24–12、18–16、30–15              |       |                                                                                |
| 得分： 黃品蓁 37 篮板： 三名球員 4 助攻： 鄭慧芸 5 |       | 得分： Vinokurova 14 篮板： Baidussenova, Vinokurova 10 助攻： Alishauskaite 3 |

| 2013年10月29日 20:00 |

| 報告 |

|                                               | 71–78（OT） | 日本                                                        |
| 每節分數： 20–24、14–10、13–15、22–20、： 2–9 |             |                                                             |
| 得分： Beon 17 篮板： Lee 4 助攻： Lee 5      |             | 得分： 渡嘉敷來夢 27 篮板： 渡嘉敷來夢 10 助攻： 大神雄子 6 |

| 2013年10月30日 14:00 |

| 報告 |

|                                                                 | 56–92 |                                                                     |
| 每節分數： 10–22、19–21、1–25、26–24                            |       |                                                                     |
| 得分： 三名球員 10 篮板： Baidussenova 6 助攻： Alishauskaite 3 |       | 得分： Park H-J. 34 篮板： Kang Y-S. 7 助攻： Kwak J-Y., Lee M-S. 5 |

| 2013年10月30日 16:00 |

| 報告 |

| 日本                                                      | 81–40 | 印度                                                |
| 每節分數： 24–8、19–10、22–10、16–12                      |       |                                                     |
| 得分： 王新朝喜 15 篮板： 王新朝喜 12 助攻： 久手堅笑美 6 |       | 得分： Jose 14 篮板： Jose 7 助攻： Radhakrishnan 3 |

| 2013年10月30日 20:00 |

| 報告 |

| 中華臺北                                         | 63–85 | 中國                                                        |
| 每節分數： 19–17、7–27、10–20、27–21             |       |                                                             |
| 得分： 吳宜庭 14 篮板： 林紀妏 8 助攻： 陳萓峰 2 |       | 得分： 陳楠, 高頌 17 篮板： 高頌 11 助攻： 邱思玥, 孫夢然 3 |

| 2013年10月31日 14:00 |

| 報告 |

| 印度                                               | 65–62（OT） |                                                            |
| 每節分數： 16–14、19–10、10–21、10–10、： 10–7     |             |                                                            |
| 得分： Pauldurai 18 篮板： Nixon 7 助攻： Limaye 4 |             | 得分： Ivanova 16 篮板： Ivanova 11 助攻： Alishauskaite 2 |

| 2013年10月31日 16:00 |

| 報告 |

| 中國                                         | 55–62 | 日本                                                          |
| 每節分數： 9–12、9–13、20–25、17–12          |       |                                                               |
| 得分： 陳楠 16 篮板： 高頌 7 助攻： 孫夢然 3 |       | 得分： 渡嘉敷來夢 20 篮板： 渡嘉敷來夢 12 助攻： 吉田亞沙美 4 |

| 2013年10月31日 20:00 |

| 報告 |

|                                                                    | 58–63 | 中華臺北                                                 |
| 每節分數： 14–19、19–17、9–7、16–20                                |       |                                                          |
| 得分： Beon Y-H. 23 篮板： Lee M-S., Yang J-H. 6 助攻： Lee M-S. 3 |       | 得分： 陳鈺君 13 篮板： 蔡佩真, 黃品蓁 4 助攻： 黃品蓁 4 |

### 第二級
| 隊伍       | 賽 | 勝 | 負 | 得  | 失  | 差   | 分 |     |
| ---------- | -- | -- | -- | --- | --- | ---- | -- | --- |
| 泰國       | 5  | 4  | 1  | 324 | 282 | +42  | 9  | 1–0 |
| 马来西亚   | 5  | 4  | 1  | 313 | 204 | +109 | 9  | 0–1 |
| 印度尼西亞 | 5  | 3  | 2  | 320 | 295 | +25  | 8  | 1–0 |
| 菲律賓     | 5  | 3  | 2  | 324 | 291 | +33  | 8  | 0–1 |
|            | 5  | 1  | 4  | 267 | 318 | −51  | 6  |     |
| 香港       | 5  | 0  | 5  | 261 | 379 | −118 | 5  |     |

| 2013年10月27日 10:00 |

| 報告 |

| 菲律賓                                               | 87–57 | 香港                                                     |
| 每節分數： 23–19、28–14、18–14、18–10                |       |                                                          |
| 得分： Almazan 22 篮板： Almazan 7 助攻： Grajales 6 |       | 得分： 朱巧兒, 羅儷兒 11 篮板： 盧曉芳 4 助攻： 盧曉芳 4 |

| 2013年10月27日 12:00 |

| 報告 |

| 印度尼西亞                                                                | 49–61 | 马来西亚                                                 |
| 每節分數： 11–16、12–10、17–16、9–19                                      |       |                                                          |
| 得分： Ayuningrum 18 篮板： Ayuningrum 6 助攻： Ayuningrum. Christaline 3 |       | 得分： 彭慧萍 13 篮板： 葉晶兒 7 助攻： 蘇葦穎, 楊欣敏 3 |

| 2013年10月27日 18:00 |

| 報告 |

| 泰國                                                          | 60–41 |                                                      |
| 每節分數： 21–8、15–11、14–11、10–11                          |       |                                                      |
| 得分： Banmoo 12 篮板： Mathuros 6 助攻： Saechua. Mathuros 2 |       | 得分： Koneva 9 篮板： Komarova 6 助攻： Zakharova 2 |

| 2013年10月28日 10:00 |

| 報告 |

| 香港                                             | 45–79 | 印度尼西亞                                         |
| 每節分數： 8–19、16–18、10–21、11–21             |       |                                                    |
| 得分： 葉宛宜 11 篮板： 盧曉芳 8 助攻： 林碧怡 4 |       | 得分： Ibo 14 篮板： Ramadhani 8 助攻： 四名球員 3 |

| 2013年10月28日 12:00 |

| 報告 |

|                                                                          | 55–62 | 菲律賓                                                         |
| 每節分數： 12–23、13–14、17–6、13–19                                     |       |                                                                |
| 得分： Koneva 14 篮板： Komarova 11 助攻： Khusnitdinova, Sevastyanova 6 |       | 得分： Grajales 13 篮板： Tioseco, Almazan 4 助攻： Grajales 3 |

| 2013年10月28日 18:00 |

| 報告 |

| 泰國                                                   | 60–56 | 马来西亚                                         |
| 每節分數： 11–11、14–15、24–16、11–14                  |       |                                                  |
| 得分： Yothanan 16 篮板： Mathuros 8 助攻： Jantakan 4 |       | 得分： 彭慧萍 12 篮板： 李秀芬 5 助攻： 彭慧萍 7 |

| 2013年10月29日 10:00 |

| 報告 |

| 马来西亚                                                   | 73–38 | 香港                                              |
| 每節分數： 19–11、21–9、8–11、25–7                         |       |                                                   |
| 得分： 葉佛儀 21 篮板： 三名球員 4 助攻： 邱淑媚, 楊欣敏 4 |       | 得分： 林碧怡 12 篮板： 朱巧兒 14 助攻： 盧曉芳 3 |

| 2013年10月29日 12:00 |

| 報告 |

| 印度尼西亞                                            | 71–60 |                                                       |
| 每節分數： 24–10、19–11、20–18、8–21                  |       |                                                       |
| 得分： Ayuningrum 18 篮板： Ibo 8 助攻： Ayuningrum 5 |       | 得分： Komarova 15 篮板： Komarova 5 助攻： Kashuba 5 |

| 2013年10月29日 18:00 |

| 報告 |

| 菲律賓                                            | 65–59 | 泰國                                                       |
| 每節分數： 17–11、17–13、16–11、15–24             |       |                                                            |
| 得分： Almazan 17 篮板： Almazan 7 助攻： Jacob 3 |       | 得分： Yothanan 13 篮板： Banmoo 3 助攻： Chirdpedcharat 6 |

| 2013年10月30日 10:00 |

| 報告 |

|                                                                        | 70–62 | 香港                                           |
| 每節分數： 13–14、14–13、26–17、17–18                                  |       |                                                |
| 得分： Komarova 20 篮板： Kirienko, Komarova 11 助攻： Khusnitdinova 7 |       | 得分： 卓婷 16 篮板： 盧曉芳 8 助攻： 盧曉芳 5 |

| 2013年10月30日 12:00 |

| 報告 |

| 菲律賓                                                    | 56–60 | 马来西亚                                         |
| 每節分數： 17–11、14–19、5–17、20–13                      |       |                                                  |
| 得分： Jacob 17 篮板： Almazan 5 助攻： Arayi, Grajales 4 |       | 得分： 吳明鳳 17 篮板： 許淑英 4 助攻： 彭慧萍 3 |

| 2013年10月30日 18:00 |

| 報告 |

| 泰國                                                         | 75–61 | 印度尼西亞                                             |
| 每節分數： 13–18、19–9、19–17、24–17                         |       |                                                        |
| 得分： Banmoo 15 篮板： Yothanan 6 助攻： Yothanan, Banmoo 3 |       | 得分： Christaline 18 篮板： Ibo 7 助攻： Ayuningrum 6 |

| 2013年10月31日 10:00 |

| 報告 |

| 马来西亚                                         | 63–41 |                                                       |
| 每節分數： 21–17、11–8、16–7、15–7               |       |                                                       |
| 得分： 吳明鳳 10 篮板： 葉佛儀 6 助攻： 蘇葦穎 6 |       | 得分： Komarova 16 篮板： Komarova 14 助攻： Koneva 3 |

| 2013年10月31日 12:00 |

| 報告 |

| 印度尼西亞                                    | 60–54 | 菲律賓                                              |
| 每節分數： 21–15、20–18、10–8、9–13           |       |                                                     |
| 得分： Anggraeni 15 篮板： Ibo 8 助攻： Ibo 3 |       | 得分： Grajales 12 篮板： Jacob 8 助攻： 三名球員 2 |

| 2013年10月31日 18:00 |

| 報告 |

| 香港                                                    | 59–70 | 泰國                                                  |
| 每節分數： 6–16、20–17、18–19、15–18                    |       |                                                       |
| 得分： 卓婷, 黃芷晴 14 篮板： 朱巧兒 15 助攻： 盧曉芳 3 |       | 得分： Maihom 20 篮板： Janthabut 6 助攻： 三名球員 3 |

## 資格賽
獲勝隊伍將可晉級2015年亞洲女子籃球錦標賽的級別一。
| 2013年11月2日 14:00 |

| 報告 |

| 印度                                                                 | 74–59 | 马来西亚                                                   |
| 每節分數： 22–12、18–16、14–17、20–14                                |       |                                                            |
| 得分： Palanilkumkalayil Skaria 24 篮板： Jose 13 助攻： Pauldurai 9 |       | 得分： 三名球員 10 篮板： 楊欣敏 4 助攻： 楊欣敏, 邱淑媚 2 |

| 2013年11月2日 16:00 |

| 報告 |

|                                                                       | 53–67 | 泰國                                                   |
| 每節分數： 13–21、12–8、9–16、19–22                                   |       |                                                        |
| 得分： Alishauskaite 10 篮板： Baidussenova 10 助攻： Alishauskaite 4 |       | 得分： Yothanan 13 篮板： 四名球員 4 助攻： Yothanan 5 |

## 決賽
前三名可晉級2014年世界女子籃球錦標賽。
|  | 準決賽   | 準決賽 |         |    | 冠軍賽 | 冠軍賽 |
|  |          |        |         |    |        |        |
|  | 11月2日  |        |         |    |        |        |
|  |          |        |         |    |        |        |
|  | 日本     | 74     |         |    |        |        |
|  | 日本     | 74     | 11月3日 |    |        |        |
|  | 中華臺北 | 56     |         |    |        |        |
|  | 中華臺北 | 56     | 日本    | 65 |        |        |
|  | 11月2日  |        | 日本    | 65 |        |        |
|  |          |        | 43      |    |        |        |
|  | 中國     | 66     |         |    |        |        |
|  | 中國     | 66     |         |    |        |        |
|  |          | 71     |         |    |        |        |
|  | 季軍賽   |        |         |    |        |        |
|  |          |        |         |    |        |        |
|  | 11月3日  |        |         |    |        |        |
|  |          |        |         |    |        |        |
|  | 中華臺北 | 53     |         |    |        |        |
|  | 中華臺北 | 53     |         |    |        |        |
|  | 中國     | 61     |         |    |        |        |

### 準決賽
| 2013年11月2日 18:00 |

| 報告 |

| 中國                                       | 66–71 |                                                           |
| 每節分數： 22–18、14–16、16–12、14–25      |       |                                                           |
| 得分： 陳楠 23 篮板： 高頌 8 助攻： 露雯 3 |       | 得分： Beon Y-H. 22 篮板： Kang Y-S. 4 助攻： Beon Y-H. 6 |

| 2013年11月2日 20:00 |

| 報告 |

| 日本                                                       | 74–56 | 中華臺北                                         |
| 每節分數： 24–10、16–12、12–10、22–24                      |       |                                                  |
| 得分： 渡嘉敷來夢 17 篮板： 渡嘉敷來夢 8 助攻： 大神雄子 5 |       | 得分： 蔡佩真 19 篮板： 蔡佩真 7 助攻： 蔡佩真 3 |

### 季軍賽
| 2013年11月3日 16:00 |

| 報告 |

| 中國                                             | 61–53 | 中華臺北                                         |
| 每節分數： 11–11、19–15、16–15、15–12            |       |                                                  |
| 得分： 高頌 22 篮板： 露雯, 高頌 6 助攻： 露雯 3 |       | 得分： 黃品蓁 14 篮板： 黃品蓁 7 助攻： 陳萓峰 4 |

### 冠軍賽
| 2013年11月3日 18:00 |

|  |

|                                                                     | 43–65 | 日本                                                          |
| 每節分數： 11–19、5–18、18–11、9–17                                 |       |                                                               |
| 得分： Beon Y-H. 12 篮板： Shin J-J. 6 助攻： Park H-J., Kim D-B. 2 |       | 得分： 渡嘉敷來夢 20 篮板： 渡嘉敷來夢 18 助攻： 吉田亞沙美 6 |

## 最終排名
| 排名 | 國家       | 成績 |
| ---- | ---------- | ---- |
| 金牌 | 日本       | 7–0  |
| 銀牌 |            | 4–3  |
| 銅牌 | 中國       | 4–3  |
| 4    | 中華臺北   | 3–4  |
| 5    | 印度       | 2–4  |
| 6    |            | 0–6  |
| 7    | 泰國       | 5–1  |
| 8    | 马来西亚   | 4–2  |
| 9    | 印度尼西亞 | 3–2  |
| 10   | 菲律賓     | 3–2  |
| 11   |            | 1–4  |
| 12   | 香港       | 0–5  |

## 冠軍
| 2013年亞洲女子籃球錦標賽 |
| ------------------------ |
| · 日本                   |
| 第 二 次奪冠             |

## 獎項
- 最有價值球員:  渡嘉敷來夢

最佳陣容:
- PG –  吉田亞沙美
- SG –  Beon Yeon-Ha（英语：Beon Yeon-Ha）
- SF –  露雯
- PF –  間宮佑圭
- C –  渡嘉敷來夢

## 外部連結
- 官方網站